# テオ・スネルデルス
テオ・スネルデルス（Theo Snelders, 1963年12月7日 - ）は、オランダ出身の元サッカー選手。現役時代のポジションはGK。
1980年にFCトゥウェンテでプロデビュー。チームが2部に降格した1983年にレギュラーポジションを確保すると翌年すぐにチームの昇格に貢献した。転機が訪れたのは1988年。スコットランド1部のアバディーンがスコットランド代表の正ゴールキーパーであったジム・レイトンをマンチェスター・ユナイテッドへと放出し、この後釜としてスネルデルスに白羽の矢を立てた。スネルデルス加入によりディフェンスが安定したアバディーンは、この後3シーズンに渡ってセルティックFCを上回る成績を収める。この活躍が評価され、1989年に外国籍選手初のスコットランドPFA年間最優秀選手賞を受賞。大会史上初のPK決着となった1990年のスコティッシュカップ決勝でも活躍を見せ、この年スコティッシュリーグカップとの2冠を達成した。
1996年にライバルチームであるレンジャーズFCに移籍したが、アンディ・ゴラムの控えに甘んじるシーズンが続き、1999年にオランダへと帰国。MVVマーストリヒトで選手のキャリアを終えた。

## 経歴
- FCトゥウェンテ 1980-1988
- アバディーンFC 1988-1996
- レンジャーズFC 1996-1999
- MVVマーストリヒト 1999-2001

## 代表歴
- 1989 オランダ代表 1試合出場